# Šternberk (nádraží)
Šternberk je železniční stanice v jihozápadní části stejnojmenného města v okrese Olomouc v Olomouckém kraji, v těsné blízkosti potoka Sitka. Leží na elektrifikované jednokolejné trati Olomouc–Šumperk. Přímo před budovou je umístěno městské autobusové nádraží.

## Historie
Stanice byla otevřena 1. července 1870 jakožto koncová stanice, součást odbočné trasy Moravsko-slezské severní dráhy (sesterská společnost Severní dráhy císaře Ferdinanda (KFNB) spojující Brno a Přerov (provoz zahájen 30. srpna 1869), kde se trať napojovala na existující železnici do Ostravy a Krakova. Trať byla vyvedena ze stanice Nezamyslice a vedena přes Prostějov do Olomouce. Autorem univerzalizované podoby rozsáhlé stanice byl pravděpodobně architekt Theodor Hoffmann.
15. října 1873 navázala stavbou své trati společnost Moravská pohraniční dráha (MGB) severním směrem do stanice Dolní Lipka, odkud se v dalších letech pokračovalo ve stavbě v dalších směrech. Po zestátnění MGB roku 1895 pak obsluhovala stanici jedna společnost, Císařsko-královské státní dráhy (kkStB), po roce 1918 pak správu přebraly Československé státní dráhy.
V letech 2019–2021 byla stanice spolu s tratí rekonstruována a elektrifikována stejnosměrnou trakční soustavou 3 kV. První elektrické vlaky začaly na trati jezdit v prosinci 2022.

## Popis
Nachází se zde dvě nekrytá hranová nástupiště, k příchodu k vlakům slouží přechody přes kolejiště.